# Warioware, Inc.: Minigame Mania
WarioWare, Inc.: Minigame Mania (känt som WarioWare, Inc.: Mega Microgame$! i USA) är ett actionspel utvecklat och utgivet av Nintendo till Game Boy Advance. Spelet är det första i WarioWare serien. I spelet skapar Wario ett TV-spelsföretag och ber några vänner att hjälpa honom utforma olika minispel. Efter att de har utvecklat några spel, måste de testa de olika spelen. Spelet går ut på att spela dessa olika minispel, och om man inte lyckas förlorar man ett av fyra "liv". Man har fem sekunder på sig att klara varje minispel. Spelet innehåller över 210 minispel.